# Agelanthus dodoneifolius
Agelanthus dodoneifolius là một loài thực vật có hoa trong họ Loranthaceae. Loài này được (DC.) Polhill & Wiens mô tả khoa học đầu tiên năm 1992.